# Sarah Essen Gordon
Sarah Essen Gordon è un personaggio dei fumetti creato da Frank Miller e David Mazzucchelli nel 1987 e pubblicato da DC Comics. Presentata all'interno della storia Batman: Anno uno, è una poliziotta che ha una relazione con James Gordon.

## Biografia del personaggio
Nata a Chicago, la poliziotta Sarah Essen si trasferisce a Gotham City, dove inizia una relazione con il collega sergente James Gordon, sposato e con la moglie in attesa di un figlio; quando Gordon, ricattato, confessa la relazione alla moglie, Sarah si trasferisce a New York.
Dopo essersi sposata con un poliziotto ucciso in servizio, fa ritorno a Gotham, dove ritrova Gordon divorziato, e i due convolano a nozze.
Il sindaco Krol, in rotta con James Gordon per il suo rifiuto a chiedere a Batman aiuto per la lotta alla criminalità in vista delle elezioni offre l'incarico di Gordon a Sarah, che accetta per evitare che il compagno, valido poliziotto, venga licenziato; Gordon, retrocesso, non digerisce la cosa, dimettendosi e ingrandendo così la crisi tra i due; la coppia si riappacifica quando lei decide di appoggiare la candidatura del compagno a sindaco, che però a sua volta decide di ritirarsi, appoggiando il candidato Marion Grange. Quando quest'ultima viene eletta, restituisce il comando a Gordon, ed offre a Sarah il ruolo di mediatrice tra l'ufficio comunale e il distretto di polizia.
Durante l'anno successivo al terremoto che sconvolse la città, Sarah resta a fianco del marito; quando il Joker prende in ostaggio dei ragazzini, la donna si offre come ostaggio in cambio degli innocenti: il criminale le spara, uccidendola.
(Barbara Gordon, in lacrime al funerale di Sarah Essen)

## Altre versioni
Sarah Essen è citata in Il ritorno del Cavaliere Oscuro (1986) e in All Star Batman e Robin (2005 - 2008).

## Altri media

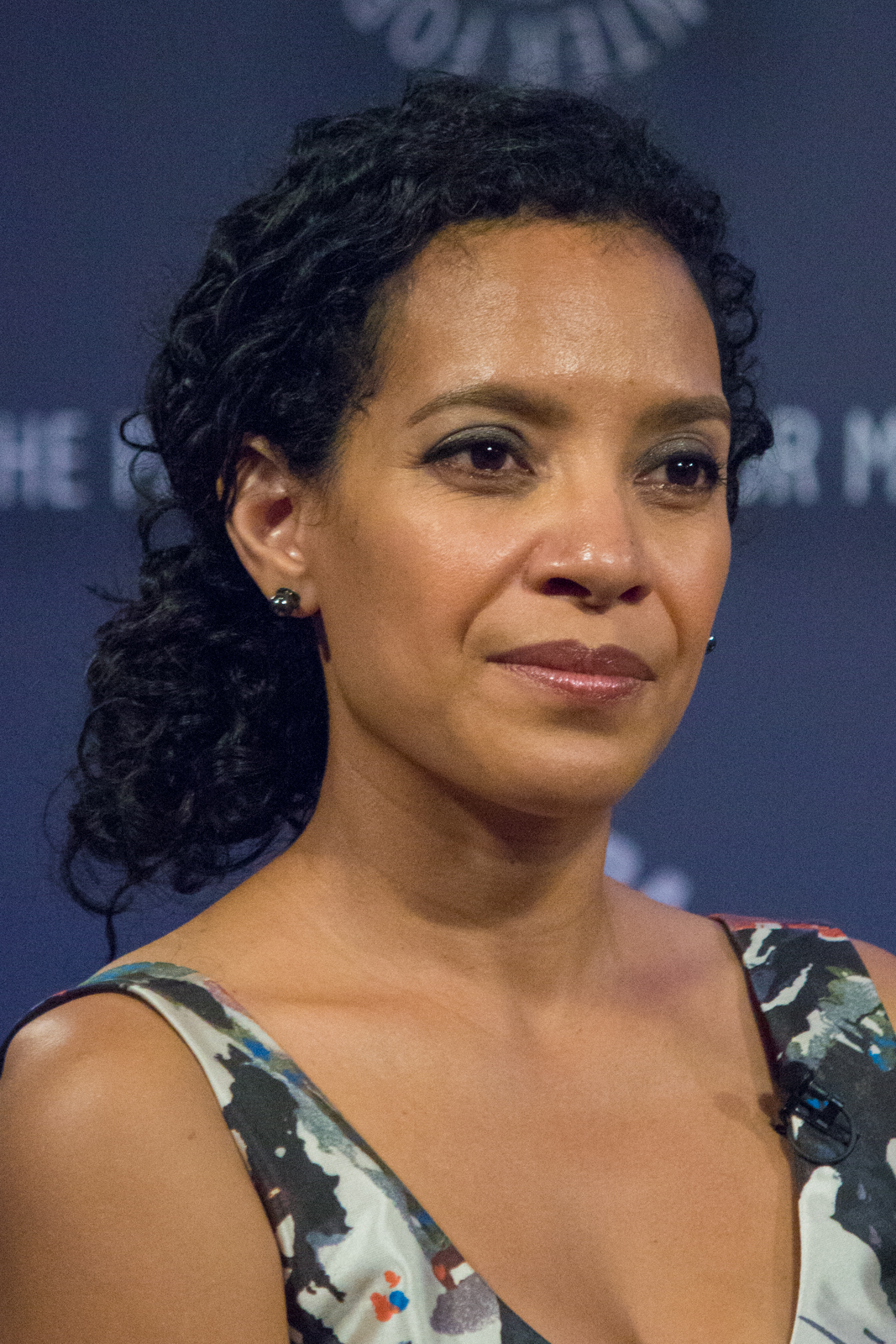
Zabryna Guevara interpreta Sarah Essen nella serie TV Gotham.

Compare tra i personaggi principali della serie televisiva Gotham, che vede come protagonista un giovane Jim Gordon agli esordi della sua carriera nel corpo di polizia di Gotham. Il personaggio è interpretato dall'attrice Zabryna Guevara. È il capitano del dipartimento di polizia in cui lavorano Gordon e Harvey Bullock, lei è uno dei pochi poliziotti non corrotti di Gotham, crede nel suo lavoro ma contemporaneamente sente di non poter fare nulla per cambiare Gotham. Più volte entra in contrasto con Gordon, il quale diversamente da lei combatte la corruzione a viso aperto, spingendolo ad andarci con in piedi di piombo, ma solo perché si preoccupa per lui. Nonostante non approvi il suo modo di fare, Essen lo appoggia sempre, prendendo le sue difese, anche a costo di scontrarsi con i suoi superiori. Quando Oswald Cobblepot minaccia di morte il commissario Loeb affinché dia le dimissioni dal dipartimento di polizia di Gotham, Essen prende il suo posto diventando il nuovo commissario del G.C.P.D. purtroppo però, verrà uccisa dal giovane criminale psicopatico Jerome Valeska, che con l'aiuto dei suoi complici farà irruzione alla stazione di polizia uccidendo sia lei che altri nove poliziotti. In seguito alla sua morte il capitano Nathaniel Barnes prenderà il suo posto. Diversamente dalla sua versione cartacea, la quale è stata prima l'amante e poi la moglie di Gordon, quest'ultimo non ha mai provato alcuna sorta di sentimento amoroso per Essen, ciò vale anche per lei, infatti nella serie TV sono soltanto buoni amici e colleghi.
Il personaggio appare anche nei lungometraggi animati Batman: Year One e Batman: The Dark Knight Returns, Part 1.